# 18-й смешанный авиационный корпус
18-й авиационный корпус, он же 18-й смешанный авиационный корпус (18-й ак, 18-й сак) — соединение Военно-Воздушных сил (ВВС) Вооружённых Сил РККА, принимавшее участие в боевых действиях на Дальневосточном фронте в Советско-японской войне.

## Наименования корпуса
- 18-й авиационный корпус
- 18-й смешанный авиационный корпус
- 53-й смешанный авиационный корпус

Примечание:

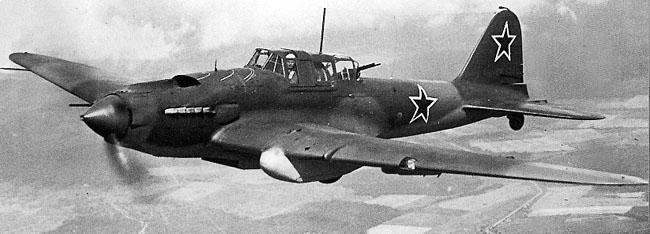
Самолёт группы Ил-2 96-й шад

В исторической и справочной литературе, а также в отдельных боевых документах встречаются различные названия данного корпуса. По составу входивших соединений корпус однозначно можно причислить к смешанному. Однако в перечне корпусов, входивших в состав действующей армии 18-й смешанный авиационный корпус входит в список бомбардировочных корпусов с наименованием «18-й авиационный корпус». В официальной литературе корпус именуется смешанным. Только после переименования 10 января 1949 года корпус стал именоваться 53-м смешанным авиационным корпусом.

## Создание корпуса
18-й авиационный корпус сформирован решением Государственного комитета обороны 20 декабря 1944 года на базе управления и частей 11-й Воздушной Армии

## Преобразование корпуса
18-й авиационный корпус 20 февраля 1949 года переименован в 53-й смешанный авиационный корпус

## Расформирование корпуса
Корпус был расформирован 1 февраля 1957 года

## Базирование
После участия в Советско-японской войне 18-й авиационный корпус в ноябре 1945 года был перебазирован в с. Елизово (Камчатка).

## В действующей армии
В составе действующей армии:
- с 9 августа 1945 года по 3 сентября 1945 года, всего 26 дней

## Командир корпуса
- полковник Нюхтилин Владимир Филиппович[3] с 20 декабря 1944 года по 18 сентября 1945 года
- генерал-майор авиации Нюхтилин Владимир Филиппович[3] с 18 сентября 1945 года по декабрь 1948 года
- генерал-майор авиации Грибакин Гурий Васильевич[4], с марта 1949 года по декабрь 1953 года
- полковник Пстыго Иван Иванович
- генерал-майор авиации Рыбалка В. В.

## Начальник штаба корпуса
- полковник Козырев Сергей Михайлович с 20 декабря 1944 года

## В составе объединений
| Объединение                                        | Период                  |
| -------------------------------------------------- | ----------------------- |
| ВВС Дальневосточного фронта                        | 20.12.1944 — 01.06.1945 |
| 10-я воздушная армия Дальневосточного Фронта       | 01.06.1945 — 05.08.1945 |
| 10-я воздушная армия 2-го Дальневосточного Фронта  | 05.08.1945 — 03.09.1945 |
| 10-я воздушная армия Дальневосточный военный округ | 01.10.1945 — 20.02.1949 |
| 29-я воздушная армия Дальневосточный военный округ | 20.02.1949 —            |

## Соединения, части и отдельные подразделения корпуса

### Боевой состав на 20 декабря 1944 года

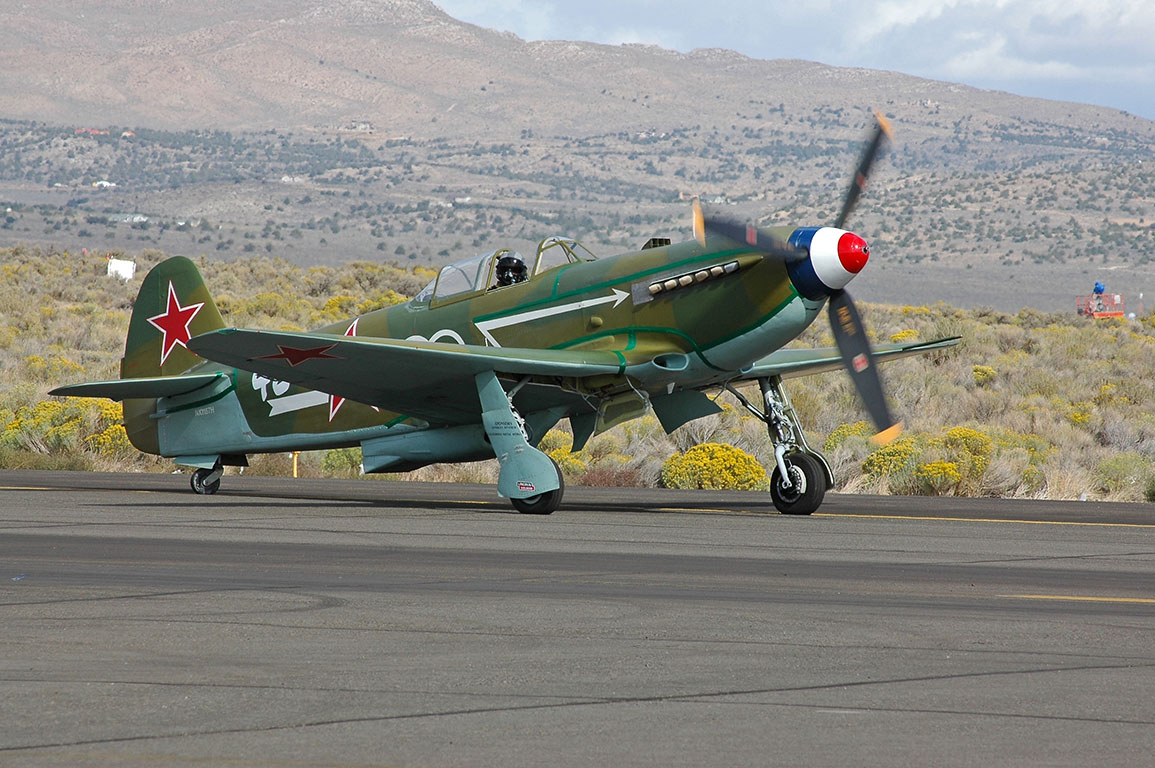
Самолёт Як-9 из состава 777-го иап

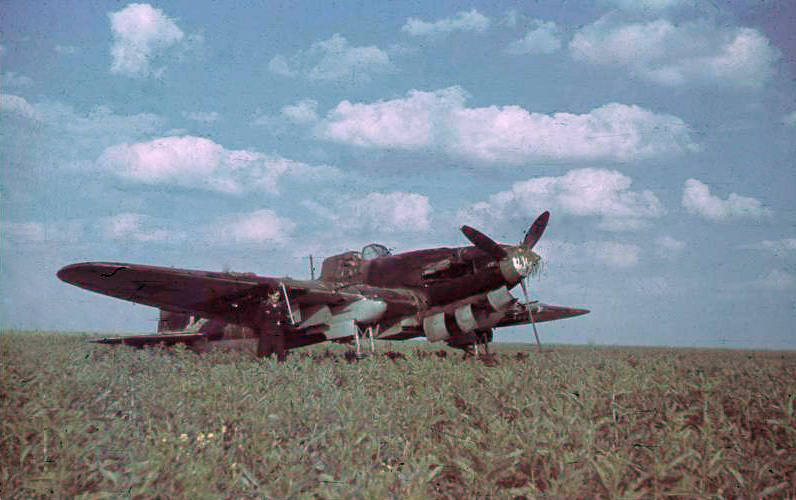
Самолёт 96-й шад Ил-2

- 96-я штурмовая авиационная дивизия[5]
  - 75-й штурмовой авиационный полк
  - 264-й штурмовой авиационный полк
  - 398-й штурмовой авиационный полк
  - 973-й штурмовой авиационный полк
- 296-я истребительная авиационная дивизия[5]
  - 14-й истребительный авиационный полк
  - 529-й истребительный авиационный полк
  - 534-й истребительный авиационный полк
  - 583-й истребительный авиационный полк
- 777-й истребительный авиационный полк[5]
- 140-я отдельная разведывательная авиационная эскадрилья[5]
- 91-я отдельная авиационная эскадрилья связи[5]
- 28-я отдельная корректировочно-разведывательная авиационная эскадрилья[5]
- 119-й отдельный батальон связи[2]
- 83-я отдельная рота связи[2]
- 3155-я военно-почтовая станция[2]

### Боевой состав в Советско-японской войне
- управление корпуса (Куйбышевка-Восточная, 1 Си-47, 2 Як-9, 1 УТ-2);
- 96-я штурмовая авиационная дивизия (Завитая, 2 Ил-2, 1 Як-9, 1 УТ-2, 1 По-2);
  - 264-й штурмовой авиационный полк (Завитая Успеновка, 16 Ил-2, 2 УТ-2, 1 По-2);
  - 398-й штурмовой авиационный полк (Завитая, 29 Ил-2, 1 УИл-2, 1 УТ-2, 1 По-2);
  - 973-й штурмовой авиационный полк (Поздеевка, 32 Ил-2, 2 УТ-2, 1 По-2);
- 296-я истребительная авиационная дивизия (Возжаевка, 2 Як-9, 2 Як-3, 1 УТ-2, 1 По-2);
  - 14-й истребительный авиационный полк (Тамбовка, 10 Ла-7, 33 Ла-5, 1 И-16,  2 УТИ-26);
  - 529-й истребительный авиационный полк (Возжаевка, 49 Як-9, 1 По-2);
  - 534-й истребительный авиационный полк (Куйбышевка, 37 Як-3, 13 Як-9, 1 УТ-2, 1 УТИ-26);
  - 583-й истребительный авиационный полк  (Поздеевка, 51 Як-9, 1 УТ-2, 2 По-2, 1 УТИ-26);
- 777-й истребительный авиационный полк (штаб, 1 и 2 аэ - Завитая, 3 аэ - Завитая Успеновка, 51 Як-9, 1 УТ-2, 2 По-2, 2 УТИ-26);
- 140-я отдельная разведывательная авиационная эскадрилья  (Куйбышевка, 3 СБ, 5 Пе-2, 1 УСБ, 2 По-2);
- 91-я отдельная авиационная эскадрилья связи  (Куйбышевка, 7 По-2, 3 По-2с);
- 28-я отдельная корректировочно-разведывательная авиационная эскадрилья (Средне-Белая, 5 Ил-2, 3 Як-9, 1 УТ-2, 2 По-2, 1 УТИ-26);
- 119-й отдельный батальон связи (Куйбышевка-Восточная);
- 83-я отдельная рота связи (Куйбышевка-Восточная);
- 3155-я военно-почтовая станция (Куйбышевка-Восточная).

## На 1 января 1949 года
- 128-я смешанная Курильская авиационная дивизия
  - 14-й истребительный авиационный полк (Р-63 Кингкобра);
  - 410-й истребительный авиационный полк (Р-63 Кингкобра);
  - 888-й истребительный авиационный полк(Р-63 Кингкобра);
- 83-я бомбардировочная авиационная дивизия (три полка на Douglas A-20 Havoc)
- 344-й отдельный транспортный авиационный полк (Ли-2)
- 32-я авиационная техническая дивизия

## На 20 февраля 1949 года
- 222-я истребительная Курильская авиационная дивизия (переименована из 128-й иад)
  - 14-й истребительный авиационный полк (Р-63 Кингкобра);
  - 865-й истребительный авиационный полк (Р-63 Кингкобра);
  - 888-й истребительный авиационный полк(Р-63 Кингкобра);
- 243-я бомбардировочная авиационная дивизия (переименована из 83-й бад)
- 698-й отдельный транспортный авиационный полк (344-й отдельный транспортный авиационный полк)
- 32-я авиационная техническая дивизия.

## Участие в операциях и битвах
- Южно-Сахалинская операция[3] — с 11 августа 1945 года по 25 августа 1945 года
- Сунгарийская наступательная операция[3] — с 9 августа 1945 года по 2 сентября 1945 года.
- Маньчжурская операция — с 9 августа 1945 года по 2 сентября 1945 года.

## Почётные наименования
- 96-й штурмовой авиационной дивизии присвоено почётное наименование «Амурская»[6]
- 296-й истребительной авиационной дивизии присвоено почётное наименование «Хинганская»[6]

## Награды
- 534-й истребительный авиационный полк Указом Президиума Верховного Совета СССР от 14 сентября 1945 года награждён орденом «Боевого Красного Знамени»[7]
- 398-й штурмовой авиационный полк Указом Президиума Верховного Совета СССР от 14 сентября 1945 года награждён «Боевого Красного Знамени»[7]
- 583-й истребительный авиационный полк Указом Президиума Верховного Совета СССР от 14 сентября 1945 года награждён орденом «Красной Звезды»[7]

## Благодарности Верховного Главнокомандующего
- За отличные боевые действия в боях с японцами на Дальнем Востоке[8]

## Боевой путь
Корпус находился в оперативном подчинении командующего войсками 2-й Краснознамённой армии. Боевые действия авиационные полки вели с аэродромов:
| - Куйбышевка-Восточная, - Среднебелое, - Тамбовка, - Жариково, | - Возжаевка, - Поздеевка, - Завитая, - Успеновка. |

В боевом составе авиационных частей корпуса имелось 385 исправных самолётов, в том числе:
| штурмовики типа Ил-2 | истребители типов Ла-7, Як-3, Як-9 |
| -------------------- | ---------------------------------- |
| 80                   | 183                                |

Корпус с 9 августа вёл воздушную разведку противника, прикрывал сосредоточение войск соединений и частей 15-й армии фронта, наносил бомбовые и штурмовые удары по войскам и кораблям противника, поддерживал высадку десанта в г. Фуюань и наступление войск 2-го Дальневосточного фронта .
Всего за период боевых действий с 9 по 22 августа 1945 года части 18-го авиационного корпуса произвели 2362 самолёто-вылета, в том числе:
| по объектам противника | на прикрытие войск | на сопровождение | на разведку |
| ---------------------- | ------------------ | ---------------- | ----------- |
| 613                    | 229                | 309              | 529         |

За время боевых действий корпус потерял четыре самолёта:
| Ил-2 | Ла-5 | Пе-2 |
| ---- | ---- | ---- |
| два  | один | один |

Боевые повреждения получили девять самолётов:
| Як-9 | По-2 |
| ---- | ---- |
| семь | два  |

В сентябре 1945 года управление корпуса перебазировалось в Елизово на полуостров Камчатка для выполнения задач по охране государственной границы СССР на Камчатке и Курильских островах. В состав корпуса вошли перебазированная 83-я бомбардировочная авиационная дивизия с одним из своих полков и 128-я смешанная авиационная дивизия.

## Базирование
| Период      | Место базирования            |
| ----------- | ---------------------------- |
| 1945 — 1957 | Елизово (Камчатская область) |